# ZAB-500Sz
ZAB-500Sz (ros. ЗАБ-500Ш) – radziecka bomba zapalająca zawierająca 195 kg środka zapalającego.